# والری بور
والری بور (روسی: Валерий Владимирович Буре؛ IPA: [vɐˈlʲerʲɪj bʊˈrɛ]؛ زادهٔ ۱۳ ژوئن ۱۹۷۴) بازیکن هاکی روی یخ اهل روسیه است.
از باشگاه‌هایی که در آن بازی کرده‌است می‌توان به کلگری فلیمس و مونترآل کانادینز اشاره کرد.